# Заполье (Пермский район)
Заполье — деревня в Пермском районе Пермского края. Входит в состав Култаевского сельского поселения.

## Географическое положение
Деревня расположена примерно в 5,5 км к северо-западу от административного центра поселения, села Култаево.

## Население
| 2010 |
| ---- |
| 3    |

## Улицы
- Левая ул.
- Правая ул.
- Летняя ул.

## Топографические карты
- Лист карты O-40-76 Юго-камский. Масштаб: 1 : 100 000. Состояние местности на 1983 год. Издание 1984 г.